# Springville (Wisconsin)
Springville è un comune degli Stati Uniti d'America, situato nello Stato del Wisconsin, nella contea di Adams.